# キム・テグワン
キム･テグワン（金 泰官、김 태관、 1959年11月22日 - ）は、大韓民国国籍の、日本の映画監督、脚本家、映像作家、映像プロデューサー。

## 経歴
1959年、在日韓国人三世として大阪に生まれる。日本映画学校を卒業するも雑誌記者やプランナーを経て、ビデオ・ディレクターとなる。1988年、ソウル五輪を機に渡韓。1990年より東京に戻り、フリーとなる。 以来、ドラマ、ビデオクリップ、ドキュメンタリー、CM、ゲーム映像など幅広く活躍。
これまでの作品に1986年日本映像フェスティバル受賞〈SHELTER〉、87年「夢見るミノタウロス」、1990年WOWOW開局記念番組、93年フジテレビドラマ「ラ・クイジーヌ/プディング」、1994年OV「バナナ白書2」演出、「シュラバ★ヤ★ランコ」脚本、95年ゲーム「特捜機動隊J SWAT」監督、1999年DVD「黒澤明からのメッセージ」構成編集。様々な分野で活躍する在日を紹介した良知会編の「100人の在日コリアン」に選ばれる。
映画デビュー作「息もできない長いKISS」は、ロッテルダム映画祭、モントリオール映画祭、マンハイム・ハイデルベルク映画祭など世界の映画祭で上映。テレビ東京でカルトなアイドルドラマとして放送された「HeartBeat」ではプロデューサー、脚本・監督を兼任。少女拉致監禁事件をテーマにした映画の第二作「飼育の部屋」はシリーズ化される。
テレビ朝日のスポーツ番組「GET SPORTS」の発案者で、番組コンセプト、スタジオデザイン、テーマ曲選定、タイトル演出など従来のスポーツ番組にはなかった番組つくりを手がける。

## 監督作品
- SHELTER（1984年）
- La cuisine『プティング』（1993年）ドラマ
- バナナ白書2 （1994年） OV
- HeartBeat（2000年）TVシリーズ
- 息もできない長いKISS（2001年） 映画
- 飼育の部屋（2002年）映画
- 望郷の窓・ある病の真実と差別(2006年）ドキュメンタリー＆ドラマ

## 脚本作品
- シュラバ★ヤ★ランコ （1994年） OV
- 処女優遇金融　堕淫（2002年） OV
- 名波はるかのスパイガール大作戦（2002年） OV
- 森下千里のスパイガール大作戦（2002年） OV
- 飼育の部屋　終のすみか（2003年） 映画